# Il castello degli spettri
Il castello degli spettri (The Cat and the Canary) è un film muto del 1927 diretto da Paul Leni. Tratto dalla commedia The Cat and the Canary di John Willard, un successo delle scene di Broadway degli anni venti, il film è firmato da uno dei maestri del cinema espressionista tedesco qui alle prese con la storia di un gruppo di persone che si trovano chiuse in una "casa infestata" dopo aver letto le volontà testamentarie di uno zio, morto vent'anni prima.

## Trama
In una grande casa che si affaccia sull'Hudson, il milionario Cyrus West sente avvicinarsi la morte. Tutta la famiglia gli gira intorno come i gatti intorno alla gabbia di un canarino, provocandogli un accesso di pazzia. West dà ordine che il suo testamento non venga letto prima che siano passati vent'anni dalla sua morte. Vent'anni dopo, al momento della lettura, l'avvocato Roger Crosby scopre che esistono altre volontà che potranno essere conosciute solo se le clausole del primo saranno rispettate.

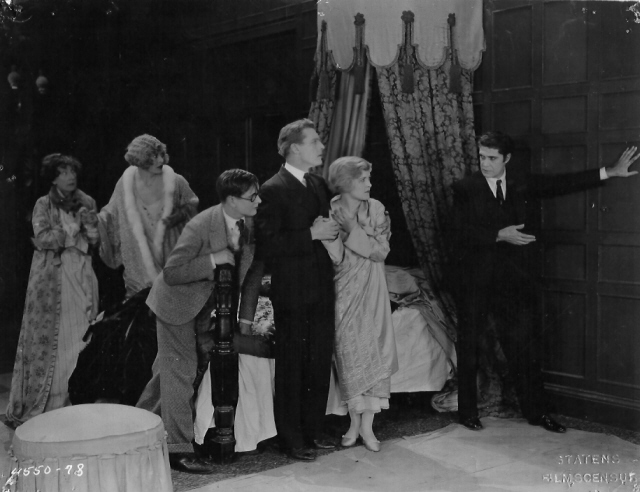
Una foto di scena del film

## Produzione
Il film fu prodotto dalla Universal Pictures (con il nome Universal Jewel). Le riprese durarono dal dicembre 1926 al gennaio 1927.

## Distribuzione
Distribuito dall'Universal Pictures, il film uscì nelle sale statunitensi il 9 settembre 1927.
La pellicola è entrata nel pubblico dominio negli Stati Uniti.

### Date di uscita
IMDb
DVD Silent Era
- USA	9 settembre 1927
- Finlandia	22 gennaio 1928
- Portogallo	1º maggio 1965	 (limited)

Alias
- The Cat and the Canary 	USA (titolo originale)
- A macska és a kanári Ungheria
- El legado tenebroso	Spagna
- En fasansfull natt	Svezia
- Gespenster im Schloß	Austria
- Il castello degli spettri	Italia
- Keskiyöllä 	Finlandia
- Kissa ja kanarialintu	Finlandia
- La Volonté du mort 	Francia
- O Gato e o Canário 	Brasile
- O Legado Tenebroso	Portogallo
- Spuk im Schloss	Germania
- Zwischen elf und elf	Austria

## Altre versioni
- Il fantasma di mezzanotte con Bob Hope
- 1977 con Carol Lynley